# Хоун-Мару
Хоун-Мару (Houn Maru) — транспортне судно, яке під час Другої світової війни брало участь у операціях японських збройних сил на Соломонових островах.
Хоун-Мару спорудили в 1940 році на верфі Kawaminami Kogyo на замовлення компанії Toho Kisen. Того ж року придбане Імперською армією Японії.
19—21 листопада 1942-го Хоун-Мару перейшло з Рабаулу (головна передова база японців у архіпелазі Бісмарка, з якої провадились операції на Соломонових островах та сході Нової Гвінеї) до якірної стоянки Шортленд — прикритої групою невеликих островів Шортленд акваторії біля південного завершення острова Бугенвіль, де зазвичай відстоювались легкі бойові кораблі та перевалювались вантажі для подальшого відправлення на схід (на той час уже більш як три місяці тривала важка битва за Гуадалканал). 24—25 листопада воно здійснило звідси рейс острова Нова Джорджія та доправило війська й обладнання до Мунда.
Згодом судно повернулось до Японії, звідки 7 лютого 1943-го вийшло з порту Саєкі у складі конвою «А2» — одного з багатьох, проведення яких здійснювалось у межах операції «Військові перевезення №8» (No. 8 Military Movement, 8-Go Enshu Yuso), метою яких було постачання бази в Рабаулі.
У середині травня 1943-го Хоун-Мару перебувало на стоянці Шортленд. 14 або 19 травня воно зазнало пошкоджень під час авіанальоту, сіло на мілину поблизу Буїна та в підсумку втрачене.